# Mülheim an der Ruhr
Mülheim an der Ruhr (in basso tedesco Mölm) è una città extracircondariale di 170 739 abitanti della Renania Settentrionale-Vestfalia, in Germania.

## Geografia fisica
Mülheim an der Ruhr si trova nella regione della Ruhr, tra Duisburg ed Essen, 20 km a nord-est di Düsseldorf.

## Sport
A Mülheim an der Ruhr è presente una squadra di football americano, i Mülheim Shamrocks, che ha vinto un campionato femminile.

## Amministrazione

### Gemellaggi
Mülheim è gemellata con:
- Darlington, dal 1953
- Tours, dal 1962
- Kuusankoski, dal 1972
- Opole, dal 1989
- Kfar Saba, dal 1993
- Istanbul-Beykoz, dal 2007